# De Smet de Naeyerbruggen

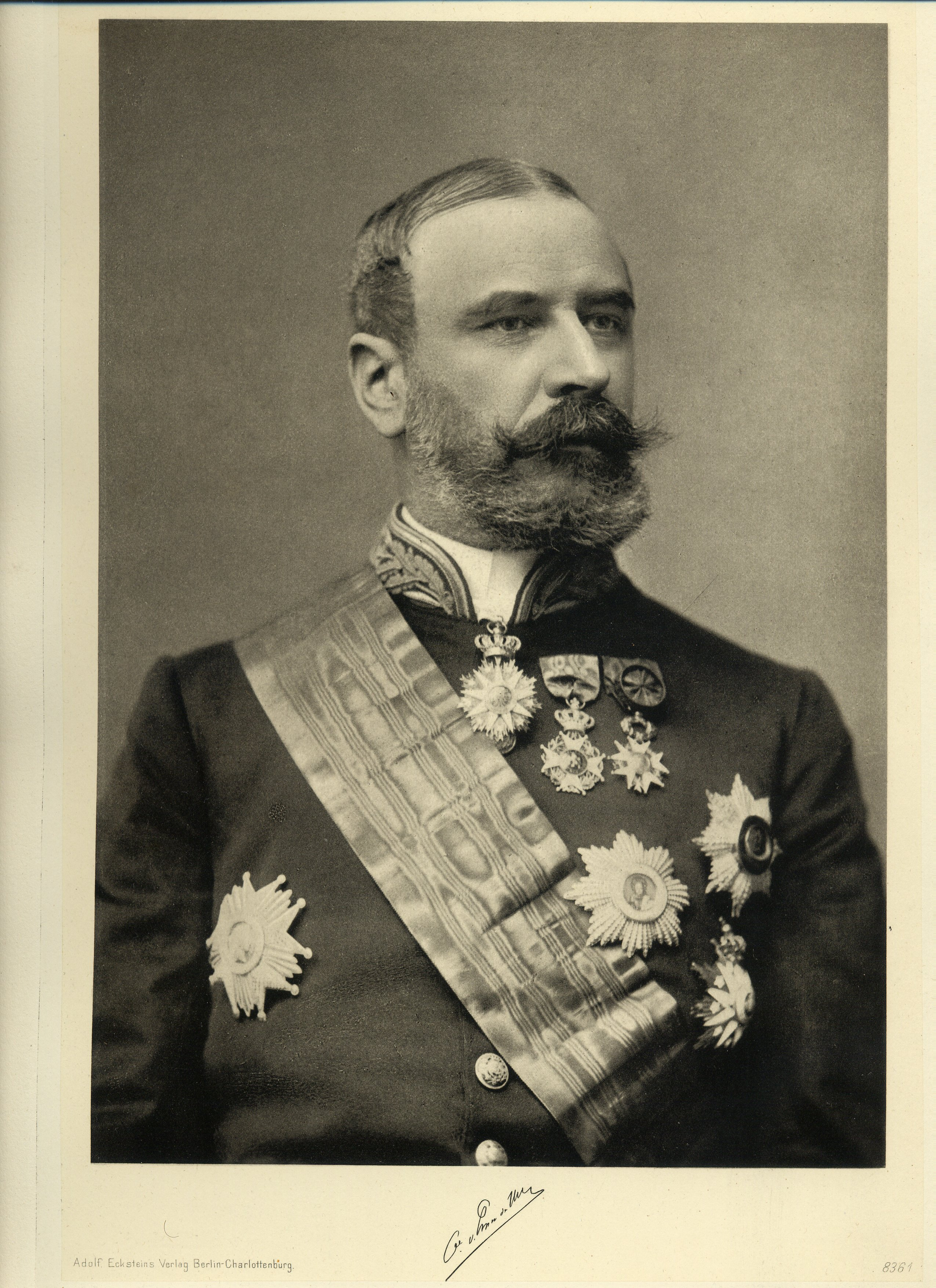
Graaf de Smet de Naeyer

De De Smet de Naeyerbrug ligt zo'n 300 meter ten zuiden van het station van Oostende.
Dit bruggencomplex werd gebouwd, onder impuls van Leopold II, tussen 1903 en 1905 naar plannen van Alban Chambon (1847-1928), ontwerper van de schouwburg en de Kursaal van Oostende. Ze waren het sluitstuk van de uitbreiding van de haven van Oostende. Tevens was het een ontsluitingsweg voor de kustbaan van De Panne naar Knokke

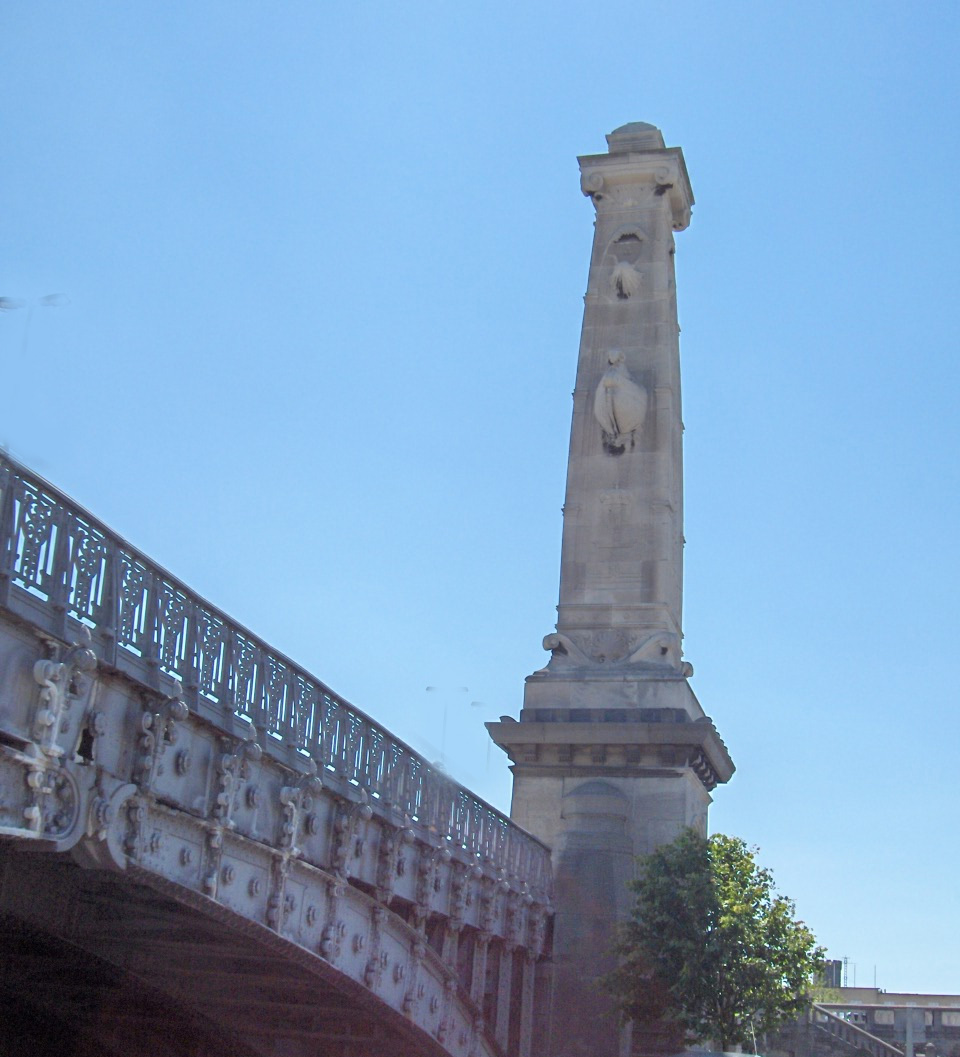
Overspanning van het vroegere afvoerkanaal

Ze werden officieel in gebruik genomen in 1905 in aanwezigheid van Leopold II en Graaf Paul de Smet de Naeyer, toenmalig minister van Financiën en Openbare Werken.
Het is een groot bruggencomplex, bestaande uit twee delen. Het eerste deel bestaat uit een vaste krukbrug over de treinsporen, een vast gedeelte over een vroeger afvoerkanaal naar Brugge en een overbrugging van de Slachthuiskaai. Het tweede gedeelte is een draaibrug aan de zeesluis Demey (gebouwd in 1902-1903) dat het vlotdok overspant.

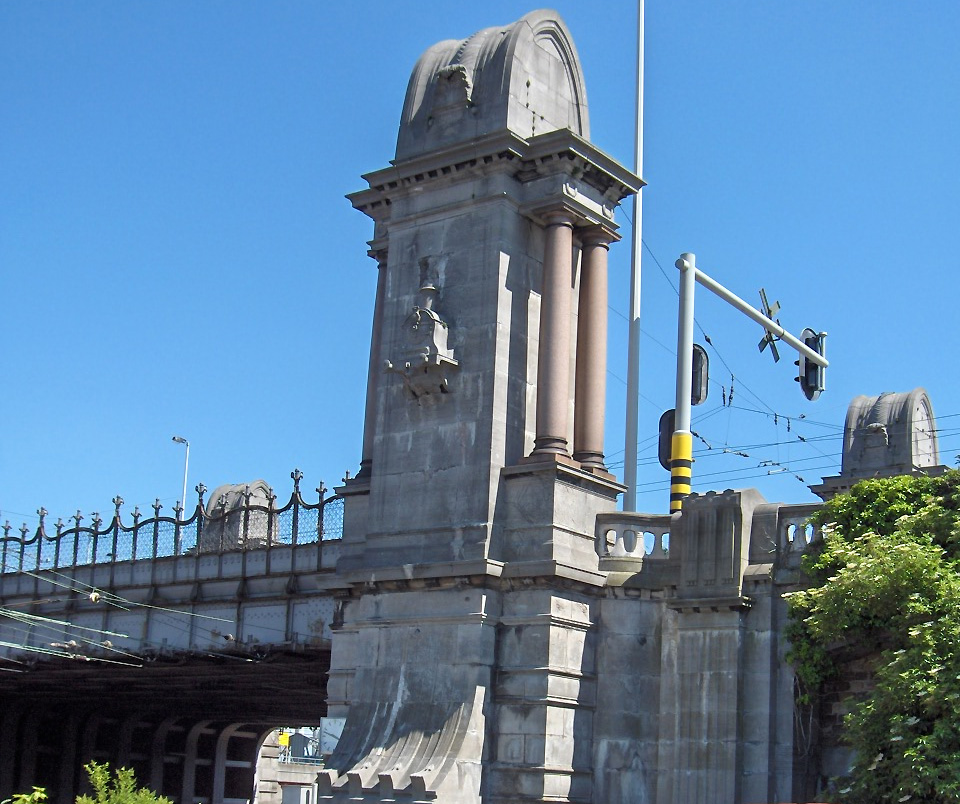
Graaf de Smet de Naeyerbrug - overgang over de spoorlijn

In de volksmond is het imposant lange bouwwerk beter bekend als de "Tettenbrug". Voor de Eerste Wereldoorlog waren de hoge pijlers van deze brug versierd met grote bronzen engelenbeelden met blote borsten van de hand van de beeldhouwer Julien Dillens (1849-1904). De beelden, evenals de bronzen bas-reliëfs op de brugpylonen van de hand van Karel De Kesel (1849-1922) en bronzen leeuwen van Jules Lagae die de spoorwegbrug versierden, werden in de Eerste Wereldoorlog door de bezetter weggenomen om ze om te smelten tot wapentuig.
De brug werd tot beschermd monument verklaard op 22 september 1981. In 2002 werd de vaste krukbrug afgesloten voor het verkeer, omdat het doorgaand verkeer van de kustbaan een zware belasting vormde in het stadscentrum. Het dient nu als parking.